# Csülök (Rejtő Jenő)
Csülök, születési neve alapján John Fowler, Rejtő Jenő regényhőse, Az elátkozott part és A három testőr Afrikában c. regényekben szerepel. Az utóbbi regény alapján készült magyar filmben Fowlert Koncz Gábor alakította.

## Élete
Skót származású, apja halász. Anyai ágon kántorok is voltak felmenői közt, ő is kántornak készül, ám édesapja addig veri, amíg nem jelentkezik matróznak. Sikeres tengerészkedését egy "baleset" húzza keresztbe: San Franciscóban köze van a révkapitányság kigyulladásához, így törlik a hajóskönyvekből. A Sing Sing börtönben töltött évei alatt kiolvassa a Lohengrint, eme olvasmányi élményére gyakran utal, valamint ez az élmény indítja el afelé, hogy író legyen. Oránban egy rossz véget ért rablás után jelentkezik társával, Senki Alfonzzal a Francia Idegenlégióba.

## Az elátkozott part
Az elátkozott part c. Rejtő regényben ismerhetjük meg elveit (8. parancsolat, Márta napján nem lop), valamint ahogy belép az idegenlégióba. Már a regény elején összetűzésbe kerül Potrien őrmesterrel. Megismerkedik Laméter kapitánnyal, akinek társaival együtt segít, hogy visszakaphassa becsületét. Miután a szélhámosságot leleplezik, megkapják a Francia Becsületrendet.

## A három testőr Afrikában
Csülök, Senki Alfonz és Tuskó Hopkins tovább szolgálnak a légióban. Tuskó civil személy, de Hermann Thorze, vagyis a 71-s közlegény személyazonosságát használja. Egy kisebb bonyodalom után, a fogdában kap Tuskó egy levelet, amelyet egy kétségbeesett hölgy ír - melyben kéri Thorzét, hogy segítsen megtalálni testvérét, Francis Barrét. A három barát eldönti, hogy segítenek Yvonne Barrénak. Csülöknek úgy tűnik, hogy Yvonne érdeklődik felőle, úgy gondolja, hogy szimpatikus a hölgynek. Sikerül elintézniük, hogy Igoriba, egy büntetőtáborba kerüljenek, a vasútépítéshez, mert feltételezésük szerint Francis Barré is ott van. Azonban teljesen mást találnak: egy üdülőnek beillő támaszpontot. Csülök itt találkozik újra régi ismerősével, Török Szultánnal, aki többször is a látszat fenntartása miatt megveri. Miután eljutnak Francis Barré édesapjához (ő Duron tábornok), megkapják tőle a jelentést az elsikkasztott vasútépítésről, nekivágnak az útnak: negyedmagukkal Marokkóba kell eljutniuk a bizonyítékokkal, miközben a francia katonaság keresi őket. A szigeten derül fény Csülök félműveltségére Monte Christo említése miatt. Az út során kiderül, hogy Senki gyakran hazudott Yvonne érdeklődéséről Csülök iránt, valamint, hogy Yvonne nem ismeri Csülök művészetét. A jelentést sikerül eljuttatniuk Marokkóba. Csak Csülök marad a légióban: Tuskót elküldik, Senki Alfonz pedig leszerel, és elveszi Yvonne-t feleségül. Tuskó szerint ez azért történik, mert Yvonne ezzel akarja leplezni, hogy Csülököt szereti.